# NYPC
NYPC (ehemals New Young Pony Club) ist eine 2004 gegründete britische Band aus London, die Indie-Rock mit tanzbarem Electropop verbindet. Die Band besteht aus Tahita Bulmer (Gesang) und Andy Spence (Gitarre).

## Bandgeschichte
Nach der Gründung von New Young Pony Club wurden 2006 zwei 7″ Singles (The Get Go und Ice Cream) auf dem kleinen Londoner Label Tirk Recordings veröffentlicht. Noch im gleichen Jahr wechselte die Band zum australischen Indie-Label Modular Recordings, das auch erfolgreiche Bands wie die Yeah Yeah Yeahs und Wolfmother unter Vertrag hat. Das erste Album Fantastic Playroom schaffte es auf Platz 54 der UK-Charts, die beiden Singles The Bomb und Ice Cream auf die Plätze 47 bzw. 40. Im Jahr 2010 erschien das zweite Album The Optimist.
Die bisher einzige ausführliche Tour der Band 2006 / 2007 wurde vom New Musical Express als „Indie Rave Tour“ präsentiert und zusammen mit Cansei de Ser Sexy, den Klaxons und The Sunshine Underground unternommen.
2013 gab die Band bekannt, künftig unter dem gekürzten Namen NYPC und nur noch in Zweierbesetzung aufzutreten. Im Oktober des Jahres erschien das dritte Studioalbum, das ebenfalls den Namen NYPC trägt. Als Vorabsingle wurde das Stück Hard Knocks veröffentlicht.

## Stil
New Young Pony Club kombiniert Songstrukturen des Indie-Rock mit Elementen des klassischen New Waves und Electropop von Künstlern wie New Order oder Kraftwerk. Die Sängerin Tahita Bulmer erklärte zum Stil der Band in einem Interview: „We marry the dance ethic with the pop ethic, and make something that you can dance to and sing along to.“
Die Band lässt sich nur bedingt mit modernen und unscharfen Stilbegriffen wie „Electroclash“ oder „Dance-Punk“ beschreiben. Der typische Electroclash ist stärker elektronisch und experimentell orientiert, der Dance-Punk eine Bewegung der US-amerikanischen Alternativmusik. Die einflussreiche britische Musikzeitschrift New Musical Express begann 2006 den Begriff „New Rave“ zu prägen und nennt New Young Pony Club, die Klaxons, Hadouken! und Shitdisco als die typischen Vertreter dieses neuen Stils. Unumstritten ist dieser Neologismus allerdings nicht. Zum einen wird die Inflation von neuen Stilbezeichnungen bemängelt, zum anderen hat der New Rave abgesehen von der visuellen Ästhetik relativ wenig mit der typischen Rave-Musik zu tun.

## Diskografie

### Alben
- Fantastic Playroom, 2007
- The Optimist, 2010
- NYPC, 2013

### Singles
- „Get Lucky“, 2006
- „Ice Cream“, 2006
- „The Bomb“, 2007
- „Ice Cream“, 2007 (re-release)
- „Lost A Girl“, 2009
- „Chaos“, 2010
- „We Want To“, 2010
- „You Used To Be A Man“, 2012
- „Hard Knocks“, 2013